# 환자경험평가 솔루션
환자경험평가(PEI, Patient Experience Index) 솔루션은, 주식회사 세마그룹에서 2012년부터 서비스 중인 이용 병원수 336개, 환자후기 6,027,824건(2025년 1월 24일 기준)이 누적되어 있는 병원 맞춤형 빅데이터 모바일 환자경험평가 플랫폼이다. 현 시점에서 전국 상급종합병원 점유율 45%, 국립대학교병원 점유율 75%로 종합병원 환자경험평가 부분의 1위 플랫폼이다. 2018년에 “병원에 대한 환자경험평가 서비스 제공 시스템”으로 특허를 취득하였으며, 1차 의료기관의 서비스 제공 점유율도 꾸준히 증가하고 있다. 웹기반으로 개발되어 사이트 주소(https://pei.co.kr) 입력만으로 접속이 가능하다. 줄여서 PEI라고도 한다.